# Garde chasse particulier
Les garde-chasses particuliers font partie des gardes particuliers, ils sont des agents chargés de certaines fonctions de police judiciaire. 
Ils sont à distinguer des techniciens de l'environnement (catégorie B) et agents techniques de l'environnement (catégorie C) qui appartiennent à l'Office Française de la Biodiversité (OFB). Il s'agit d'agents de l'État commissionnés par le ministre chargé de la chasse. Anciennement nommés garde-chasses nationaux, cette dénomination n'a plus cours aujourd'hui.
Il s’agit ainsi d’une exception au principe de l’exercice direct des missions de police par l’autorité publique, et par des agents placés directement sous son autorité.

## Compétences
Le code de l'environnement prévoit que des gardes-chasse particuliers constatent les infractions à l’exercice de la chasse au préjudice des détenteurs de droit de chasse.
Article L428-21 du code de l'environnement
« Les gardes-chasse particuliers assermentés constatent par procès-verbaux les infractions aux dispositions du présent titre qui portent préjudice aux détenteurs de droits de chasse qui les emploient. Leurs procès-verbaux font foi jusqu'à preuve contraire. Ils sont habilités à procéder à la saisie du gibier tué à l'occasion des infractions qu'ils constatent... »
Article R428-25 du code de l'environnement
« Les gardes-chasse particuliers sont commissionnés, agréés, assermentés et exercent leurs fonctions dans les conditions fixées aux articles R. 15-33-24 à R. 15-33-29-2 du code de procédure pénale. La commission délivrée en application de l'article R. 15-33-24 de ce code précise les territoires pour lesquels le propriétaire ou le titulaire de droits d'usage dispose des droits de chasse que le garde-chasse particulier est chargé de surveiller. »
« Ils ne sont pas habilités à contrôler les carniers (poches à gibier des chasseurs) sauf si le règlement de l'association de chasse les y autorise. »
« Les gardes chasses particuliers sont agréés par le préfet du lieu du territoire à garder, puis prête serment près le tribunal d'instance de ressort du territoire à garder. »
« Ils ont compétence pour dresser des procès verbaux que sur leur domaine de compétences. »
« Ils sont habilités à procéder à la saisie du gibier tué à l'occasion des infractions qu'ils constatent et ils en font don à l'établissement de bienfaisance le plus proche ou le détruisent » (Article L. 428-21 du code de l'environnement/ LOI n° 2008-1545 du 31 décembre 2008 pour l'amélioration et la simplification du droit de la chasse)
« Dans l'exercice de ses fonctions, le garde particulier est tenu de détenir en permanence sa carte ou sa décision d'agrément et de la présenter à toute personne qui lui en ferait la demande. » (Art. R. 15-33-29-1 du code de procédure pénal)
« Il doit également faire figurer de manière visible sur ses vêtements la mention, selon la mission confiée, de "garde particulier" ou "garde-chasse particulier" à l'exclusion de toute autre. » (Art. R. 15-33-29-1 du code de procédure pénal)
« Ils sont habilités à détruire par tir toute l'année, de jour les animaux classés nuisibles (sauf le sanglier, le pigeon ramier et le lapin de garenne). »
Article R427-21 du code de l'environnement
« La période de destruction à tir des animaux nuisibles doit être comprise entre la date de clôture générale de la chasse et le 31 mars au plus tard. La période de destruction du pigeon ramier peut commencer à la date de clôture spécifique de la chasse de cette espèce. »
« Toutefois, les fonctionnaires ou agents mentionnés aux 1° et 3° du I de l'article L. 428-20 ainsi que les gardes particuliers sur le territoire sur lequel ils sont commissionnés, sont autorisés à détruire à tir les animaux nuisibles, à l'exclusion du sanglier, du lapin et du pigeon ramier, toute l'année, de jour seulement et sous réserve de l'assentiment du détenteur du droit de destruction. »

## Formation
Pour pouvoir être agréé, les gardes-chasses particuliers doivent suivre une formation, sauf s'ils ont été agréés pendant au moins trois ans comme garde particulier. Cette disposition n'a plus cours depuis le 1er décembre 2006, puisqu'une  formation est désormais obligatoire.
La formation nécessaire pour remplir les conditions d’aptitude technique exigées pour exercer les fonctions de garde particulier est organisée en modules qui correspondent aux différents domaines d’intervention des gardes particuliers (Art 2 de l'arrêté interministériel du 30 août 2006).
Tout garde chasse particulier doit avoir obtenu le certificat de suivi du module 1 (10 h) minimum (Notions juridiques de base droits et devoirs du garde particulier). En outre, le garde chasse particulier doit avoir obtenu le certificat de suivi du module suivant : police de la chasse : module 2 (d'une durée de 08 h minimum) (Art 3 de l'arrêté interministériel du 30 août 2006), cette formation comprend :
1. des notions d’écologie appliquées à la protection et à la gestion du patrimoine faunique et de ses habitats ;
2. la réglementation de la chasse ;
3. les connaissances cynégétiques nécessaires à l’exercice des fonctions de garde-chasse particulier ;
4. les conditions de régulation des espèces classées nuisibles.

Formations effectuées par :
- La FIDGPPE, centre de formation pour les gardes particuliers ;
- la CNGPPE, organisme prestataire de formation continue et professionnelle.